# Chêne de Saeul

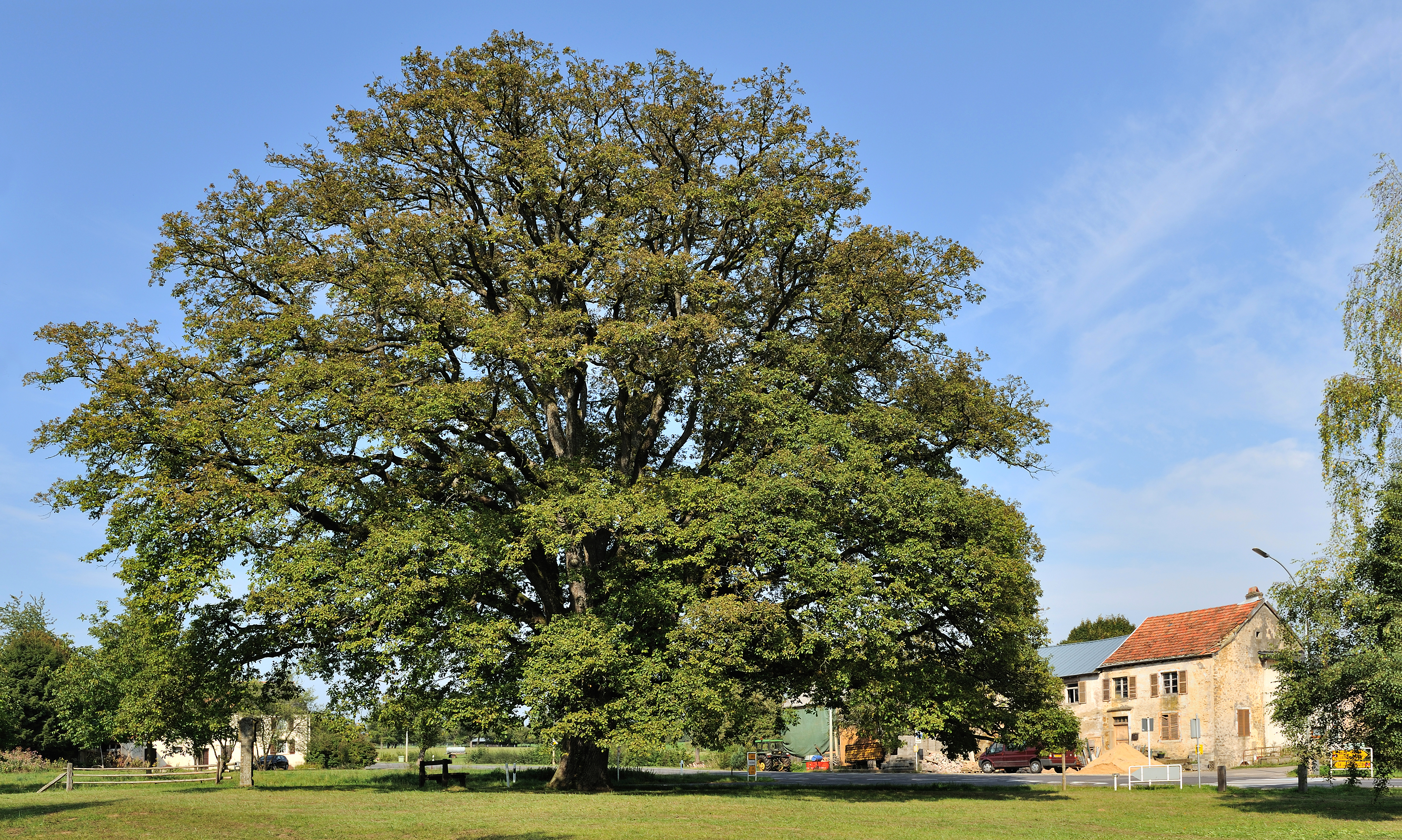
Le chêne remarquable de Saeul en septembre 2009.

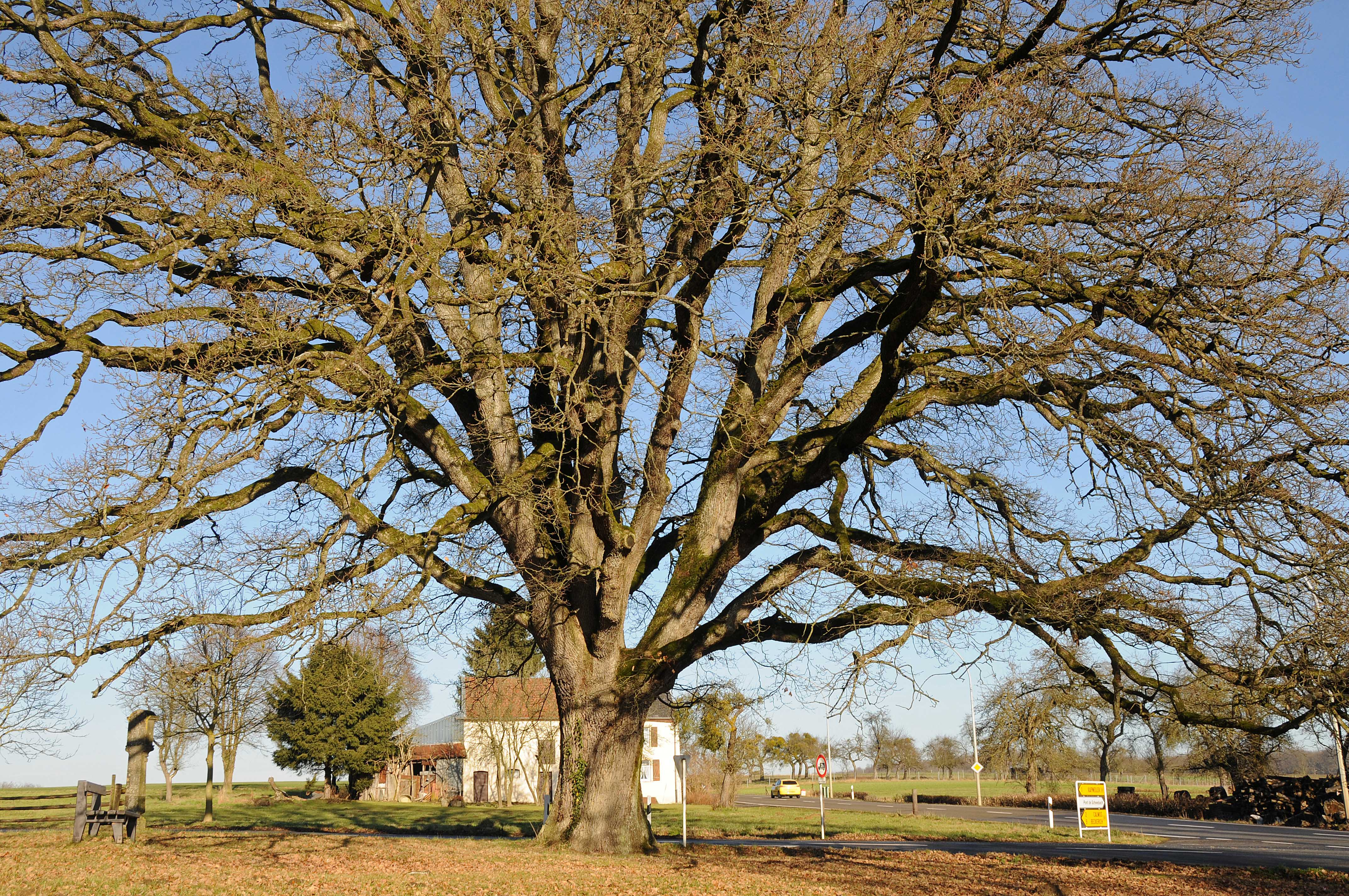
Le chêne en hiver, en venant de Saeul. À gauche : la station du chemin de croix.

Le chêne remarquable de Saeul est un chêne rouvre (ou chêne sessile, Quercus petraea) situé au lieu-dit Hëlzent à Saeul, au carrefour des routes allant de Saeul à Reichlange et de Saeul à Calmus, respectivement. Classé monument national depuis 1974, il est le plus imposant des chênes du Luxembourg. 

## Description
Le tronc, qui est relativement court et penché, porte une couronne très développée, aux proportions équilibrées, ce qui tend à indiquer qu'elle a pu se développer librement pendant au moins plusieurs dizaines d'années, sans être gênée par d'autres arbres dans son voisinage.
L'âge du chêne est estimé à environ 280 ans. Au début du XXe siècle, un marché se tenait à cet endroit, où se trouvaient alors sept autres chênes.
Sous l'arbre, on observe une station d'un chemin de croix érigé en 1920 (année gravée dans la pierre de la station).

## Historique
La circonférence du tronc, mesurée à 1,30 m du sol, a augmenté de la façon suivante au cours du temps : 
1907 : environ 4 m ;
1958 : 4,72 m ;
1980 : 5 m ;
vers 2000 : 5,27 m ; taille : 26 m.
Ces données font de cet arbre le troisième plus gros chêne du Luxembourg (derrière le chêne de Hersberg et celui de Canach-Bicherhaff).
De 2000 à 2002, l'administration communale de Saeul a fait aménager au lieu-dit Hëlzent un parc public comprenant un étang artificiel de 200 m2, l'ancien lavoir restauré, ainsi que le chêne remarquable. Un chemin pour piétons relie le village de Saeul au parc.
En 1974, le chêne de Saeul fut classé à l'Inventaire supplémentaire des monuments nationaux du Luxembourg. En 1978, la couronne de l'arbre fut consolidée.

## Photos

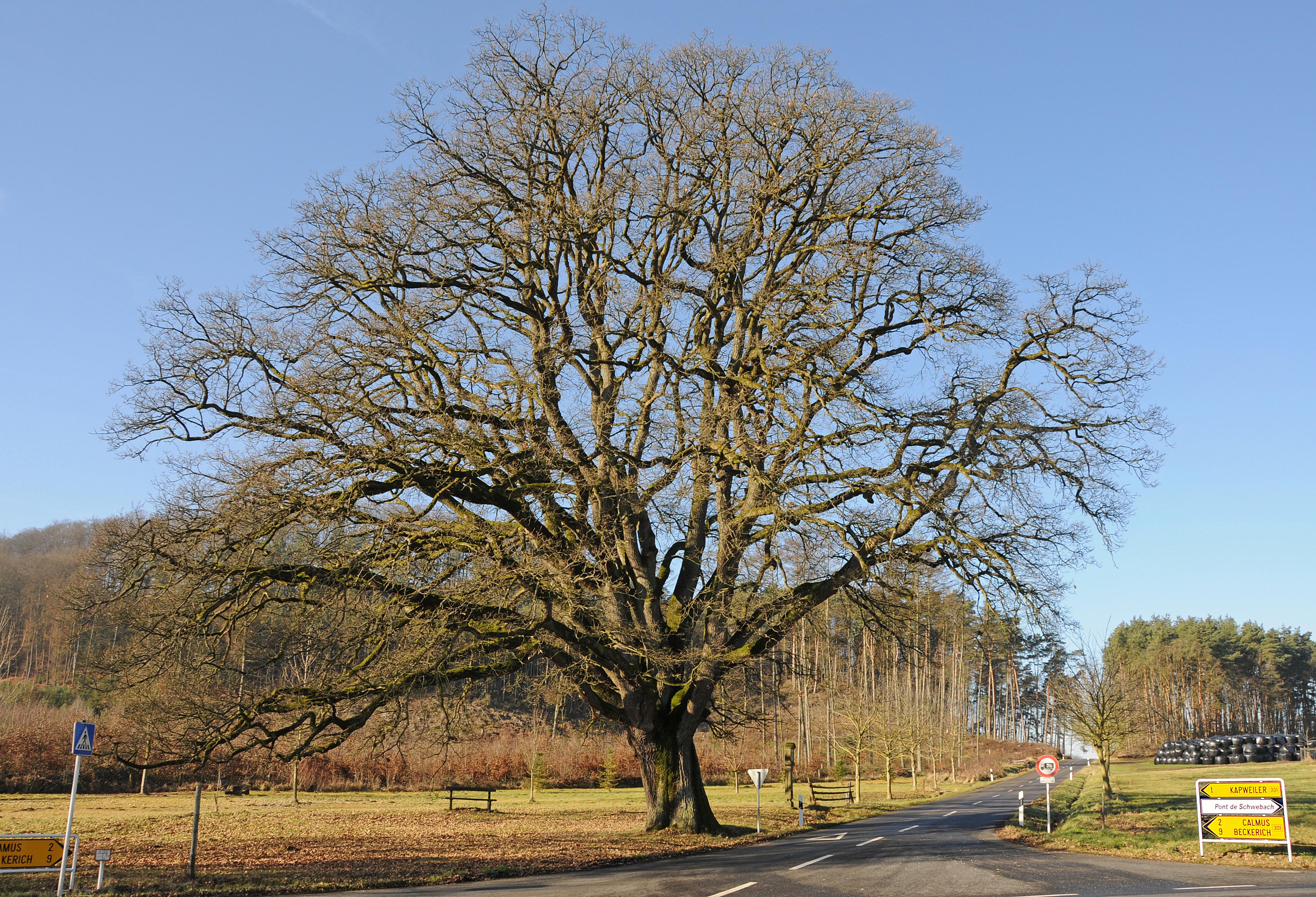
Le chêne en hiver 2008.
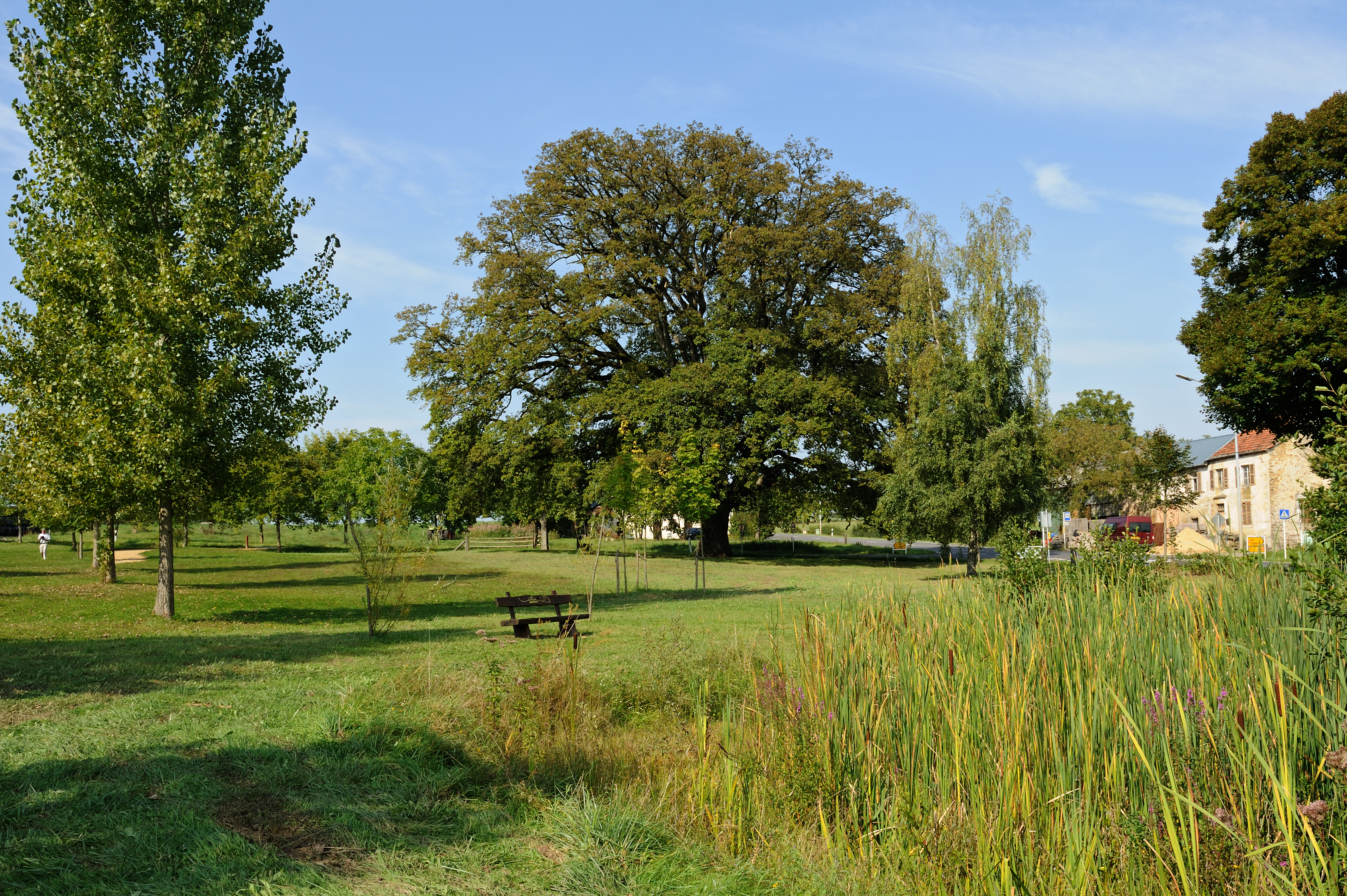
Le parc public au lieu-dit Hëlzent, avec le chêne à l'arrière-plan.

### Sources
- Oth, Gast & Nico Schockmel, 2009. Chronik unserer Gemeinde von 1940 bis 2008. In Sëll feiert. 150 Joer Chorale Sainte Cécile Saeul. 100 Joer Sëller Musek-Sëller Pompjeeën. 2009. Imprimerie Fr. Faber, Mersch, p. 89-121.
- Sinner, J. et al., 2002. Les arbres remarquables. Administration des eaux et forêts. Musée national d’histoire naturelle. 255 p.. Imprimerie centrale S.A. (Cf p. 64-65, texte et photo).
- Administration des eaux et forêts, 1981. Arbres remarquables du Grand-Duché de Luxembourg. Imprimerie Saint-Paul, Luxembourg. 167 p. (Cf. p. 16-17, texte et photos).
- Modert, Paul 1962. Die Baumriesen des Luxemburger Landes. Erster Teil. Die Eichen, Linden und Buchen. 32 p. Brochure sans indication des noms de l'éditeur ni de l'imprimerie. (Cf. p 3 pour le chêne de Saeul).
- Faber, Ernest 1920. Die Baumriesen des Grossherzogtums Luxemburg in Wort und Bild. Fr. Faber, Mersch. (Cf. p. 31, image 8 de la série des chênes).